# 三ヶ島かな
三ヶ島 かな（みかしま かな、1996年7月13日 - ）は、福岡県糟屋郡須恵町出身の日本の女子プロゴルファーである。所属はランテック。 

## 経歴
本名は三ヶ島伽奈（読みは同じ）、登録名をひらがなで「かな」としたのは、『三ヶ島伽奈の漢字表記でメディアに報道されると字を読みづらいであろう』ということから。
10歳の時に父親の影響でゴルフを始める。
アマチュア時代の主な成績として2009年「九州ジュニアゴルフ選手権競技」（女子12歳 - 14歳の部）優勝、2013年「全日本大学・高等学校ゴルフ対抗戦」優勝、2014年「九州高等学校ゴルフ選手権春季大会」優勝、同年「九州ジュニアゴルフ選手権地区大会」優勝等がある。高校の同級生に篠原まりあ（LPGA87期）がいる。
沖学園高等学校卒業後、2015年に日本女子プロゴルフ協会（LPGA）最終プロテストに進出するも2打及ばず不合格となる。同年ファイナルクォリファイングトーナメント（QT）5位。
2016年はTPD単年登録者（呼称は当時）として（後述のプロテスト合格までの期間）、LPGAツアーに参戦。年間獲得賞金ランキング（賞金ランク）55位。同年ファイナルQTをトップ通過する。
2017年からランテックと所属契約。同年賞金ランク41位で自身初のシード入りを果たす。
QTの受験資格がLPGA会員のみとなる制度変更を受け、2度目のプロテスト受験を決意。2018年7月に行われたLPGA最終プロテストを7位で合格し、LPGA90期生となる。同年は最終的に賞金ランク42位。
2019年も初優勝とはならなかったが、最終的に賞金ランクで自身最高位となる24位となり、3年連続でシード入りを果たす。
2020年より渋野日向子のコーチとして知られる青木翔に弟子入りし、さらなる飛躍を目指す。
2020-21シーズンでは2位が2回、3位が1回と優勝まであと一歩というところもあって臨んだ最終戦の公式戦「JLPGAツアーチャンピオンシップ」で3日目に首位に立つと最終ラウンドも首位を守り切り、通算11アンダーで悲願のプロ初優勝を国内メジャー大会制覇で飾った。

## 成績

### ツアー優勝

#### JLPGAツアー (1)
| No. | Date           | Tournament                    | スコア                | 2位との差 | 2位（タイ） |
| --- | -------------- | ----------------------------- | --------------------- | --------- | ----------- |
| 1   | 2021年11月27日 | JLPGAツアーチャンピオンシップ | −11 (69-71-67-70=277) | 4打差     | 小祝さくら  |

太字は公式戦

## テレビ出演
- ゴルフサバイバル - トッププロ大集結SP (BS日テレ)